# خالد رحيلو
خالد رحيلو (بالفرنسية: Khalid Rahilou)‏ مواليد 19 يونيو 1966 في المغرب، هو ملاكم مغربي-فرنسي. شارك في دورة الألعاب الأولمبية الصيفية.

## المهنة
خلال مسيرته الرياضية تمكن خالد رحيلو من الحصول على حزام البطولة العالمية للملاكمة في 11 يناير 1997 أمام الأمريكي فرانكي راندال بعد أن أوقف الحكم المقابلة في الجولة 11.
واحتفظ بنفس اللقب في مواجهة مع مارتي جاكبوسكي في 5 يوليو 1997 واستطاع الانتصار عليه كما فاز على جون باتيست ميندي في الجولة 11 في نزال جمعهما في 21 فبراير 1988.
وفي عام 2002 قرر رحيلو التوقف عن مزاولة الفن النبيل بعد هزيمتين بفارق النقاط في إحراز اللقب في بطولة أوروبا (هزيمة ضد خصمه توماس دامغارد بالضربة القاضية خلال الجولة 4 في 16 أبريل 1999) وكذا عدم تمكنه من الفوز في بطولة القارات برابطة الملاكمة العالمية ( بعد هزيمة ضد سليمان مباي في 23 مايو 2002) وبذلك ختم مشواره بخوضه 42 نزالا، وفوزه في 37 وخسارته في 5. وفوزه بالضربة القاضية في 16 نزالا.

## وصلات خارجية
- خالد رحيلو على موقع بوكس ريك (الإنجليزية) (registration required)
- خالد رحيلو على موقع أوليمبيديا (الإنجليزية)

- سجل الملاكمة لـ خالد رحيلو من بوكس ريك